# Anfiteatro de Limoges
El anfiteatro de Limoges, a veces llamado arena de Limoges, es un anfiteatro romano construido en el siglo II en la ciudad de Augustoritum, actual Limoges.
Este gran monumento de 137 × 116 m fue construido probablemente durante la dinastía Antonina. Todos los restos que se salvaron de la explotación del yacimiento, que se utilizó como cantera desde la Alta Edad Media, fueron clasificados como monumentos históricos en 1968, pero se enterraron para preservarlos. 

## Ubicación
El anfiteatro se construyó a 1500 m al norte del río Vienne, en una altura que era el punto más alto de la ciudad galorromana. Se construyó al noroeste de la ciudad antigua, en el cruce de la vía romana que iba de Lugdunum (actual Lyon)a Mediolanum Santonum-Saintes (Vía Agrippa) y de la vía que unía Limoges con Limonum (actual Poitiers), en el extremo norte del cardo maximus, ya que el extremo sur estaba ocupado por el teatro en un evidente intento de monumentalización. Además, Augustoritum era una de las pocas ciudades de la época que contaba con un anfiteatro y un teatro.

## Historia
Augustoritum, ciudad principal de la civitas de los lemovices, era una ciudad próspera en una importante ruta comercial norte-sur. Construida a 25 km al oeste del antiguo oppidum de Villejoubert, en un lugar que no había sido urbanizado antes de la conquista romana, estaba dotada de importantes monumentos como el puente sobre el Vienne, las termas, el foro, el teatro y el anfiteatro. Maurice Ardant propone la hipótesis de que la construcción de este último monumento se inició bajo Adriano y se terminó bajo Antonino Pío. Otras fuentes más recientes mencionan un anfiteatro que data de la «dinastía Antonina en sentido amplio».
En la época de la caída del Imperio romano de Occidente, el anfiteatro ya había sido abandonado  y se utilizó como cantera para la construcción de casas y de las primeras iglesias: se dice que la basílica del Salvador, edificio principal de la abadía de San Marcial de Limoges, se benefició en gran medida de las columnas y piedras del monumento galorromano. Las ruinas se utilizaban como escondite para bandidos y mendigos; por ello, varios tramos de la muralla que seguían en pie en el siglo XVI fueron enrasados. El «hueco de la arena» se utilizó entonces como lugar de predicación y ejecución.
La mayor parte de los restos del anfiteatro quedaron ocultos por las obras del intendente Charles Boucher d'Orsay durante la urbanización del jardín de Orsay en 1718, que llevó a nivelar el lugar y a rellenarlo con varios metros de espesor. Las obras de renovación del sitio en 1966 permitieron redescubrir una serie de restos catalogados como monumentos históricos por orden del 8 de octubre de 1968. Los elementos de las galerías fueron descubiertos en 1982. Tras su estudio, todos los restos que aún estaban al aire libre fueron enterrados en 1998 para garantizar su conservación.

## Descripción

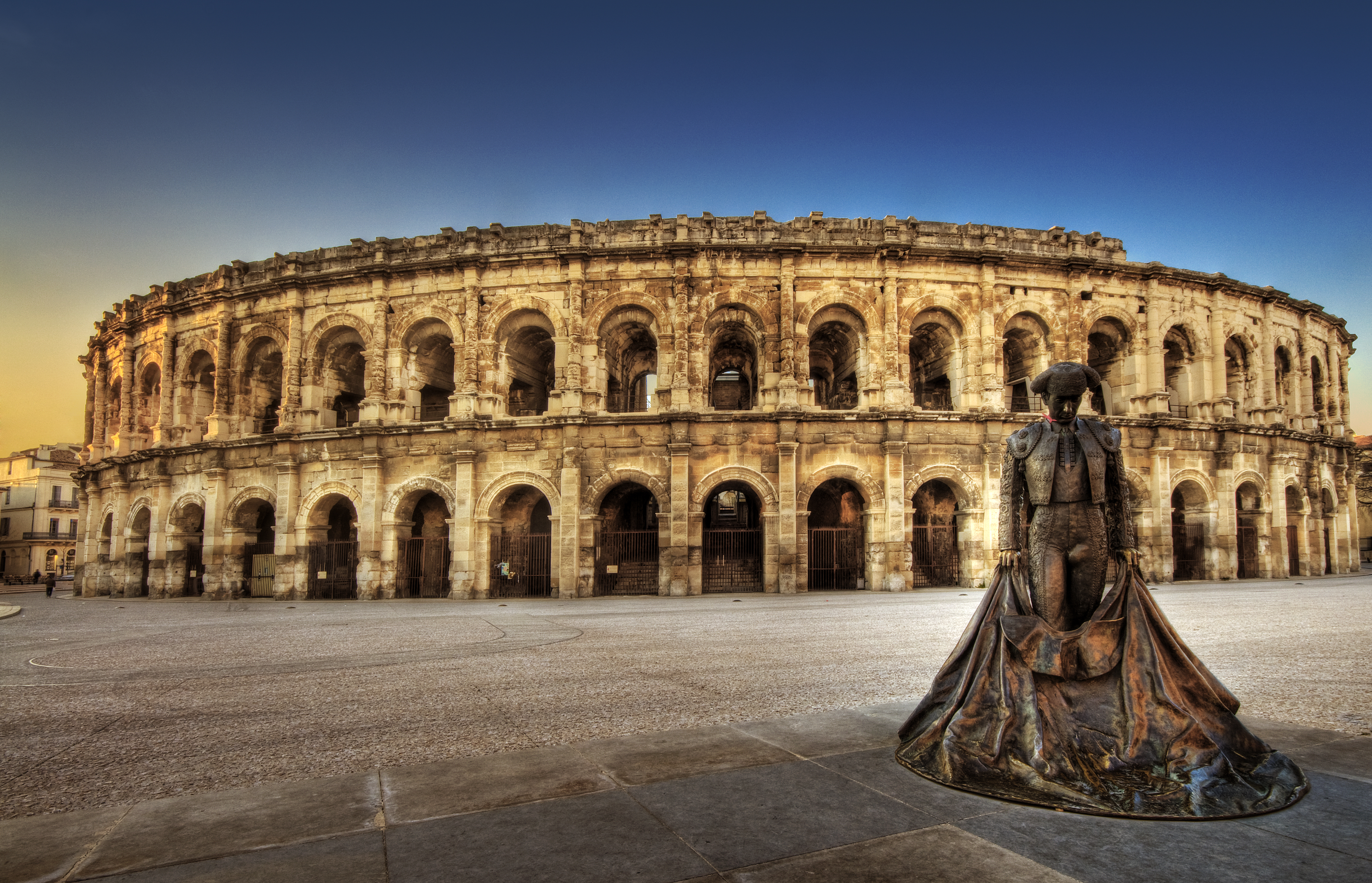
Anfiteatro de Nimes.

El monumento tiene forma elíptica, 137 m de largo y 116 m de ancho  y su arena 64 × 48 m; es una de las más grandes de la Galia romana. Su capacidad estimada varía entre 20 000 y 25 000 espectadores. Los espectadores accedían a los niveles inferiores de la cávea a través de 14 entradas distribuidas alrededor del monumento a la altura de la galería de la planta baja. Unas escaleras conducían a la galería superior, que da acceso a la parte alta de la cávea.
Basado en el modelo de los anfiteatros de estructura hueca, su planta es similar a la del anfiteatro de Nimes, con la adición de una galería interior, pero al igual que este, tiene dos niveles de 64 arcadas en la fachada, tal vez rematados por un remate en ático. Sus muros están revestidos de pequeños cascotes de migmatita, gneis o granito, cuyas juntas están en relieve  encerrando un bloque de piedras embebidas en mortero; no se utiliza terracota arquitectónica y los grandes bloques parecen estar reservados para las escaleras interiores y quizás las cornisas de las galerías y el ático.
No se han encontrado restos de las gradas, lo que deja lugar a dos hipótesis: gradas de madera sobre un armazón como en el Palacio de Galieno y destruidas por el tiempo, o gradas de piedra totalmente recuperadas y reempleadas en otras construcciones.
Se conservan algunos restos enterrados (pilares, pilastras) hasta una altura de 2 m, pero el nivel de la arena está a 5,30 m por debajo de la superficie del jardín de Orsay.